# Nordsteinen
Der Nordsteinen (norwegisch für Nordstein) ist ein 1910 m hoher Nunatak im ostantarktischen Königin-Maud-Land. Er ragt zwischen dem Vorposten und dem Sarkofagen als östlichste Erhebung des Fimbulheimen auf.
Wissenschaftler des Norwegischen Polarinstituts benannten ihn 1968.